# Antoinette Fage
Marie de Jésus
Antoinette Fage, née le 7 novembre 1824 à Paris où elle est morte le 18 septembre 1883, est une religieuse catholique française. Elle est la cofondatrice avec le Père Étienne Pernet des Petites Sœurs de l'Assomption. Elle prend en religion le nom de Marie de Jésus.

## Biographie
Antoinette Fage naît le 7 novembre 1824 à Paris, rue de Sèvres. Elle est la fille de Jean Fage, militaire. Sa mère, couturière, est abandonnée par son mari, elle est très pauvre. Sa grand-mère, Madame Mutinot, lui apporte son aide et garde l'enfant pour que sa mère puisse travailler. En juillet 1830, alors qu'elle revenait du marché, Madame Mutinot est tuée sur les barricades. Son mari, veuf, se retire aux Invalides où il meurt à 80 ans.
Une chute mal soignée lui cause une courbure de la colonne vertébrale et interrompt sa croissance. Elle en garde une taille inférieure à la moyenne, et une épaule plus basse que l'autre. Devenue orpheline à treize ans, elle est d'abord recueillie par son grand-père, puis par des amis de ses grands-parents. Vers 1850, à quinze ans, Antoinette Fage commence à travailler dans un atelier de couture pour subvenir à ses besoins. Elle rejoint la Sodalité Notre-Dame du Bon Conseil, dont les membres visitent les pauvres pour distribuer de la nourriture. Elle intègre ensuite le tiers-ordre dominicain.
Elle s'implique également dans les activités caritatives de l'Archiconfrérie de Notre-Dame-des-Victoires. Elle rend visite aux pauvres, leur apportant de la nourriture et de petites offrandes financières. Elle devient si connue qu'en 1861, Mesdames de Meynard lui demandent de devenir directrice d'un orphelinat pour filles. L'établissement, dont les directeurs fixent la capacité d'accueil à dix-huit personnes, héberge des jeunes filles de douze à dix-huit ans et leur enseigne les compétences professionnelles pour qu'elles puissent trouver du travail à leur sortie. Lorsque la maison ne peut en accueillir davantage, elle trouve des familles qui hébergent les filles.
Antoinette Fage rencontre Étienne Pernet en 1864. Le P. Pernet lui fait part de son projet de former un nouvelle communauté religieuse. En 1865, elle forme la première communauté du nouvel ordre, dédiée à soigner les malades pauvres à domicile. La nouvelle congrégation s'intitule en 1867 les « Petites Sœurs de l'Assomption » ; elle en est la mère supérieure et choisit le nom de Marie de Jésus. Mère Marie de Jésus prononce ses vœux perpétuels en 1878. Elle meurt cinq ans plus tard, en 1883, dans la maison-mère de sa congrégation.
La congrégation est approuvée officiellement par le pape en 1897. L’ordre compte alors des communautés en Angleterre, en Irlande et aux États-Unis,.

## Postérité
L'association Antoinette Fage, établie à Rouen, répond aux besoins locaux en proposant notamment une garderie, un centre périscolaire avec aide au travail scolaire.